# Dasychira perfida
Dasychira perfida är en fjärilsart som beskrevs av George Thomas Bethune-Baker 1911. Dasychira perfida ingår i släktet Dasychira och familjen tofsspinnare. Inga underarter finns listade i Catalogue of Life.